# Bart Verbruggen
Bart Verbruggen (* 18. srpna 2002) je nizozemský profesionální fotbalista, který hraje na pozici brankáře za anglický klub Brighton & Hove Albion FC a nizozemský národní tým.

## Klubová kariéra

### Anderlecht
Verbruggen přestoupil do Anderlechtu v roce 2020 z NAC Breda. Svůj profesionální debut si odbyl 2. května 2021 při remíze 2:2 v Jupiler Pro League proti Clubu Bruggy. Dne 23. února 2023 chytil všechny tři penalty během rozstřelu proti Ludogorci Razgrad ve druhém utkání play-off vyřazovací části Evropské konferenční ligy UEFA 2022/23, čímž pomohl svému týmu vyhrát 3:0 na penalty po celkové remíze 2:2.

### Brighton & Hove Albion
Dne 3. července 2023 oznámil klub Brighton & Hove Albion podpis pětileté smlouvy s Verbruggenem. Verbruggen byl vybrán místo Jasona Steela, aby debutoval ve třetím zápase Brightonu v sezóně 26. srpna, kdy klub prohrál doma 1:3 s West Hamem a připsal si první porážku v sezóně.
Dne 18. února 2024 udržel Verbruggen své první čisté konto v Premier League při výhře 5:0 nad Sheffieldem United.
Verbruggen si připsal svůj první start v Premier League 2024/25 31. srpna 2024 při remíze Albionu 1:1 s Arsenalem poté, co vynechal úvodní dva zápasy kvůli zranění.

## Reprezentační kariéra
Dne 17. března 2023 obdržel Verbruggen první oficiální pozvánku do nizozemského seniorského národního týmu pro kvalifikaci na Mistrovství Evropy ve fotbale 2024 proti Francii a Gibraltaru. V národním týmu debutoval 13. října 2023 při prohře 1:2 s Francií.
Dne 29. května 2024 byl Verbruggen jmenován do nizozemského týmu pro Mistrovství Evropy ve fotbale 2024. Hrál v každém zápase Nizozemska na turnaji a s týmem se dostal až do semifinále.

## Statistiky

### Klubové
Platí k zápasu hranému 6. října 2024.
| Klub                   | Sezóna            | Liga               | Liga   | Liga | Národní pohár | Národní pohár | Ligový pohár | Ligový pohár | Kontinentální | Kontinentální | Celkově | Celkově |
| Klub                   | Sezóna            | Soutěž             | Zápasy | Góly | Zápasy        | Góly          | Zápasy       | Góly         | Zápasy        | Góly          | Zápasy  | Góly    |
| ---------------------- | ----------------- | ------------------ | ------ | ---- | ------------- | ------------- | ------------ | ------------ | ------------- | ------------- | ------- | ------- |
| Anderlecht             | 2020–21           | Jupiler Pro League | 6      | 0    | 0             | 0             | —            | —            | 0             | 0             | 6       | 0       |
| Anderlecht             | 2021–22           | Jupiler Pro League | 1      | 0    | 0             | 0             | —            | —            | —             | —             | 1       | 0       |
| Anderlecht             | 2022–23           | Jupiler Pro League | 17     | 0    | 1             | 0             | —            | —            | 6             | 0             | 24      | 0       |
| Anderlecht             | Celkově           | Celkově            | 24     | 0    | 1             | 0             | —            | —            | 6             | 0             | 31      | 0       |
| Brighton & Hove Albion | 2023–24           | Premier League     | 21     | 0    | 2             | 0             | 1            | 0            | 3             | 0             | 27      | 0       |
| Brighton & Hove Albion | 2024–25           | Premier League     | 5      | 0    | 0             | 0             | 1            | 0            | —             | —             | 6       | 0       |
| Brighton & Hove Albion | Celkově           | Celkově            | 26     | 0    | 2             | 0             | 2            | 0            | 3             | 0             | 33      | 0       |
| Celkově v kariéře      | Celkově v kariéře | Celkově v kariéře  | 50     | 0    | 3             | 0             | 2            | 0            | 9             | 0             | 64      | 0       |

### Reprezentační
Platí k zápasu hranému 14. října 2024.
| Národní tým | Rok     | Zápasy | Góly |
| ----------- | ------- | ------ | ---- |
| Nizozemsko  | 2023    | 4      | 0    |
| Nizozemsko  | 2024    | 13     | 0    |
| Celkově     | Celkově | 17     | 0    |

## Úspěchy
Individuální
- Hráč sezóny RSC Anderlecht: 2022/23